# جون ريمسبورغ
كان جون أليعازر ريمسبورغ (7 يناير 1848 – 24 سبتمبر 1919) أمريكيًا مشككًا بالعقائد الدينية، ونشط في هذا المجال في أواخر القرن التاسع عشر وأوائل القرن العشرين. سرد ريمسبورغ في كتابه، المنشور عام 1909 تحت عنوان «المسيح»، أسماء 42 كاتبًا قديمًا لم يذكروا اسم يسوع أو أي اسمٍ يشتبه بأنه للمسيح في كتاباتهم على الإطلاق، وظهرت القائمة التي أعدها ريمسبورغ في العديد من الكتب اللاحقة التي تشكك في تاريخية يسوع. كتب ريمسبورغ في مؤلفاته أنه من الممكن لشخصية يسوع أن تكون حقيقية، لكن مسيح الأناجيل أسطوري محض.

## حياته
ولد ريمسبورغ في مدينة فريمونت بولاية أوهايو الأمريكية، لجورج جي (ويلي) ريمسبورغ، وسارة أي (ويلي) ريمسبورغ. التحق ريمسبورغ بجيش الاتحاد في سن السادسة عشر خلال الحرب الأهلية الأمريكية، وتزوج في 9 أكتوبر 1870، الآنسة نورا إم إيلر من أتشيسون، كانساس. عمل ريمسبورغ مدرسًا لمدة 15 عامًا كما عمل مشرفًا على قطاع التعليم العام في مقاطعة أتشيسون بولاية كانساس لمدة أربع سنوات، انتقل بعدها للعمل في مجال الكتابة وإلقاء المحاضرات المتمحورة حول مواضيع الفكر الحر، وترجمت مقالاته للغات الألمانية والفرنسية والبوهيمية والهولندية والسويدية والنرويجية والبنغالية والسنغالية. كان ريمسبورغ أيضًا عضوًا دائمًا في الاتحاد العلماني الأمريكي وترأسه في الفترة ما بين عامي 1897 و 1900، وشغل منصب عضوٍ في جمعية ولاية كانساس البستانية.

## أراؤه
كان جون ريمسبورغ عقلانيًا وناقدًا للأخلاقيات التي يطرحها الإنجيل. مع أن ريمسبورغ عاش في أتشيسون، كانساس، إلا أن مكتبات تلك المدينة لا تضم أي نسخ من أعماله (وذلك وفقًا لكتاب فريد وايتهيد، تاريخ الفكر الحر (رقم 2، 1992)). استشهد ريمسبورغ في كتابه، أخلاقيات الإنجيل، بعشرين جريمة ورذيلة يوافق عليها الإنجيل، كما أنه أدان في كتابه، الإنجيل، الآراء المؤذية والخاطئة التي يطرحها الإنجيل، مثل:
طوبى للمساكين بالروح. طوبى للودعاء، لأنهم يرثون الأرض. فإن كانت عينك اليمنى تعثرك فاقلعها وألقها عنك. وإن كانت يدك اليمنى تعثرك فاقطعها وألقها عنك. وأما أنا فأقول لكم: إن من طلق امرأته إلا لعلة الزنى يجعلها تزني، ومن يتزوج مطلقةً فإنه يزني. لا تقاوموا الشر بمثله، بل من لطمك على خدك الأيمن، فأدر له الخد الآخر. وأما أنا فأقول لكم: أحبوا أعداءكم. لا تكنزوا لكم كنوزًا على الأرض حيث يفسد السوس والصدأ. لذلك أقول لكم: لا تهتموا لحياتكم بما تأكلون وبما تشربون، ولا لأجسادكم بما تلبسون. فلا تهتموا للغد، لأن الغد يهتم بما لنفسه. يكفي اليوم شره.
يرى ريمسبورغ أن هذه الآراء، المرتبطة باسم المسيح، تسببت في حدوث اضطهادات وحروب ومآسٍ أكثر من أي شيء آخر. 
«ألقى ريمسبورغ أكثر من 3000 محاضرة وتحدث في 52 ولاية وإقليم ومقاطعة وفي 1250 مدينة وبلدة مختلفة بما في ذلك جميع المدن الكبيرة في كل من الولايات المتحدة الأمريكية وكندا».